# Aqualandia
Aqualandia és un parc aquàtic situat a Benidorm, (la Marina Baixa). Va obrir les portes el 1985, i ha estat el parc aquàtic més gran d'Europa fins a la inauguració del Siam Park en Costa Adeje, Tenerife, l'any 2008. Està situat als peus de la Serra Gelada, al costat del parc d'animals Mundomar, inaugurat també el 1985 i que pertany al mateix propietari.

## Història
Va obrir el 1985 en una superfície de 200.000 metres quadrats, dels quals 50.000 corresponen a places d'aparcament, convertint-se així en un dels parcs aquàtics més grans de l'estat espanyol. L'any 2010 s'hi van realitzar nombrosos esdeveniments a causa del 25 aniversari del parc. Una de les activitats va consistir a batre un rècord Guinnes de banyistes utilitzant pistoles d'aigua de forma continuada durant cinc minuts en la piscina d'ones artificials, amb un total de 3.110 participants. El rècord anterior era de 2.600 persones.

## Instal·lacions
Aqualandia compta amb més de 20 atraccions adreçades a tots els públics, repartides en una extensió de 150.000 metres quadrats. A més disposa de 50.000 metres quadrats d'aparcament gratuït que comparteix amb Mundomar. Algunes de les atraccions més populars són el "Big Bang" (el tobogan més alt d'Europa i que supera en alguns metres el seu immediat competidor "el salto del diablo", al parc Aquarama de Benicàssim), el "Splash", les "Pistes Toves" o el "Black Hole". També compta amb una piscina d'ones artificials, un canal circular i dos jacuzzis perquè el visitant es relaxi. Aqualandia compta amb diverses zones de pícnic per menjar, restaurants de menjar ràpid i zones verdes.
L'aigua de les atraccions s'obté directament de la mar. Se li aplica un tractament per eliminar-ne una mica de sal i afegir-hi clor.